# جيمس إم. إدموندز
جيمس إم. إدموندز هو سياسي أمريكي، ولد في 23 أغسطس 1810 في مقاطعة نياغرا في الولايات المتحدة، وتوفي في 14 ديسمبر 1879 في واشنطن العاصمة في الولايات المتحدة. نشط حزبياً في الحزب الجمهوري. وقد انتخب عضو مجلس ولاية ميشيغان ‏ وانتخب عضو مجلس نواب ميشيغان ‏.